# Assumpció Bernal i Giménez
Assumpció Bernal i Giménez (València, 1961) és una filòloga, historiadora i docent valenciana, especialitzada en la Història de la literatura contemporània.
Com a docent, exerceix de professora de literatura a la facultat de lletres de la Universitat de València. Traçà com a principal línia d'investigació acadèmica l'estudi de literatura contemporània i acabà publicant l'any 1987 l'obra La narrativa valenciana de preguerra. Més endavant, centrà la seva especialització en l'obra literària de Joan Perucho, a qui dedicà diversos articles i assaigs. En aquest sentit, l'any 2003 s'encarregà de la reedició de Diana i la mar morta, afegint-hi també el pròleg. L'any anterior, al 2002, publicà juntament amb la filòloga, historiadora i docent Carme Gregori, el llibre Realisme i compromís en la narrativa de la postguerra europea.